# Félix da Mota Pais
Felix da Mota Paes (Lorena, 1794 - Conceição dos Ouros, 2 de março de 1872) foi o fundador de Conceição dos Ouros, major e pai de Joaquim da Mota Paes (Barão de Camanducaia) e de José Ribeiro da Mota Paes (Barão da Mota Paes). Foi casado com Lucinda Angélica Ribeiro e teve com ela nove filhos.

## Biografia
Nasceu em Lorena, SP, em 1794, filho do Capitão Joaquim da Mota Paes e Dona Quitéria Lemes Cabral e irmão do alferes Domingos da Mota Paes, nascido em 8 de agosto de 1789, e de João da Mota Paes, nascido em 1790. Em 1799, a família se mudou para Pouso Alto, onde ele se casou com Lucinda Maria de Jesus Ribeiro, com quem teria nove filhos.
Por volta de 1824, acompanhado de amigos, familiares e escravos, fixou-se no Oratório das Dores, próximo à Barra do Ouro, hoje Conceição dos Ouros. No ano de 1854, ele e sua esposa doaram um terreno próximo a confluência do Ribeirão dos Ouros com o Rio Sapucaí Mirim, no qual construíram uma capela. A celebração da primeira missa na capela historicamente se tornou a data de fundação da cidade de Conceição dos Ouros.
Morreu em 2 de março de 1872 e foi sepultado no cemitério da capela que havia construído. Dentre seus nove filhos, dois receberam o baronato: Joaquim da Mota Paes e José Ribeiro da Mota Paes.